# محطة ماجنتا
محطة ماجنتا (بالفرنسية: Gare de Magenta)، هي محطة قطار فرنسية على الخط E الشبكة الجهوية السريعة في إيل دو فرانس، تقع في الدائرة العاشرة في باريس.